# José Bazán
José María Bazán (Corral de Bustos, Marcos Juárez, Córdoba (Argentina); 14 de octubre de 1971), también conocido como «Josema», es un exfutbolista y entrenador argentino. Actualmente es asistente técnico de Gustavo Lema en el Pumas U.N.A.M , equipo de la Liga MX del futbol de México . 
Como segundo entrenador, estuvo en el cuerpo técnico de los clubes de la Major League Soccer: FC Dallas y actualmente en el Orlando City Soccer Club. También fue entrenador asistente del cuerpo técnico de César Farías en la Selección de fútbol de Venezuela Sub-20 en el Sudamericano Sub-20 de 2009 en Venezuela y posteriormente en la Copa Mundial de Fútbol Sub-20 en Egipto 2009.
Como jugador de futbol se desarrolló en las inferiores de Argentinos Juniors y profesionalmente jugó durante trece años en varios clubes en la Argentina, Bolivia, Brasil y los Estados Unidos, donde se retiró como futbolista profesional; fue internacional Sub-20 con la selección argentina en el Campeonato Sudamericano de Fútbol Sub-20 en el año 1990 realizado en Venezuela y en la Copa Mundial de Fútbol Sub-20 de 1991 en Portugal.

## Trayectoria

### Como jugador

#### Argentinos Juniors
A lo largo de su carrera se destacó por su visión panorámica, su pase preciso, buen manejo del balón y su excelente liderazgo dentro de la cancha,[¿según quién?] si bien jugó parte de su trayectoria como volante central, hizo toda sus inferiores en club Argentinos Juniors.[cita requerida]

#### Club Atlético Platense
Como futbolista, ocupó la posición de defensa central y debutó profesionalmente en año 1989 con Club Atlético Platense en el que permanecío durante dos 2 temporadas.[cita requerida]

#### Club Blooming
A mitad del año 1992 es transferido al  Club Blooming del Futbol de Bolivia como refuerzo para participar en la Copa Libertadores 1993.[cita requerida]

#### Atlético Rafaela
En el año 1993 vuelve a la Argentina para incorporarse al Club Atlético Rafaela en la que estuvo en la temporada de 1993-94.[cita requerida]

#### Club Deportivo Godoy Cruz
Posteriormente se integra al  Godoy Cruz en la temporada 1994-95[cita requerida]

#### Iraty Sport Club
Vuelve al extranjero en el año 1996 al club Iraty Sport Club de Brasil.[cita requerida]

#### Dallas Toros
Luego de su paso por el fútbol de Brasil es contratado por el club de los Estados Unidos Dallas Toros en el año 2002, donde se retira de forma definitiva como jugador profesional.[cita requerida]

### Como entrenador
Luego de su retiro, se radicó en los Estados Unidos, pero ya antes de su retiro en 1998 fundó el River Plate Soccer Club en Texas,para formar y desarrollar futbolistas. Una vez retirado se incorpora de lleno como director del River Plate Soccer Club hasta el Año 2007.

#### Andromeda Soccer Club
En el 2007 acepta el cargo de director de coaching club en el Andromeda Soccer club, academia que participa en el US Youth Soccer National Championships donde lo ganan en las categorías Sub-17 y Sub-18 del año 2007 y repiten el título en la categoría Sub-17 del año 2008, como director de entrenadores de la academia ocupó el top 3 a nivel nacional.[cita requerida]

#### Selección Venezolana de Fútbol

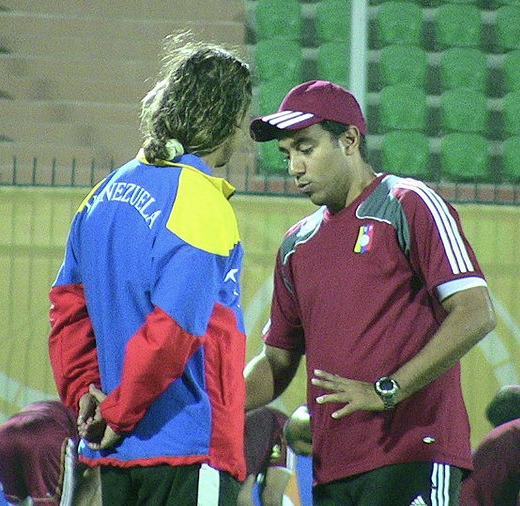
César Farías y José M Bazan.

En el 2008 es invitado por el Seleccionador Nacional de Fútbol de Venezuela César Farías para incorporarse al Cuerpo Técnico que participaría en el Sudamericano Sub-20 de 2009 en Venezuela logrando la histórica clasificación al Copa Mundial de Fútbol Sub-20 en Egipto 2009 por primera para selección alguna de Futbol en ese país; formando también parte de los cuerpo técnicos de las Selecciones Sub-15, Sub-17 y Selección mayor que participó en el histórico cuarto lugar en la Copa América 2011 organizada por la Conmebol en Argentina.[cita requerida]

#### FC Dallas
Para el Año 2011 ejercer como técnico en las divisiones inferiores del FC Dallas de Texas. Su trabajo en las inferiores consagró la cantera del FC Dallas, la convirtió en el club con más debutantes en la historia de la Major League Soccer provenientes de las divisiones inferiores y convertirla en la mejor academia de USA. Josema está entre los tres entrenadores más ganadores en torneos juveniles de la USA, teniendo siete títulos nacionales, tres con el Andromeda y cuatro con el FC Dallas además de tener más de 1600 encuentros dirigiendo en la alta competencia juvenil en EE. UU. En 2014, asumió como primer asistente técnico del primer equipo del FC Dallas en el cuerpo técnico dirigido por Óscar Pareja, para la cual se había preparado insistentemente en años anteriores. En la etapa que estuvo en el primer equipo del FC Dallas lograron cosas importantes como la copa U.S. Open Cup en el año 2016, ganaron la conferencia Oeste del 2016, convirtiéndose en 2016 Major League Soccer season ganando el Supporters' Shield premio que se le entrega al equipo con mejor récord de la temporada; ese año del 2016 estuvieron cerca de convertirse en el primer equipo en la historia en ganar todos los torneos y premios organizados por la Major League Soccer.

#### Club Tijuana
En julio de 2018, Óscar Pareja y Josema llegan a la dirección técnica del Xolos de Tijuana, cargo al que renuncian en el mes de diciembre de 2019 para volver a la Major League Soccer nuevamente para dirigir el Orlando City Soccer Club.

#### Orlando City

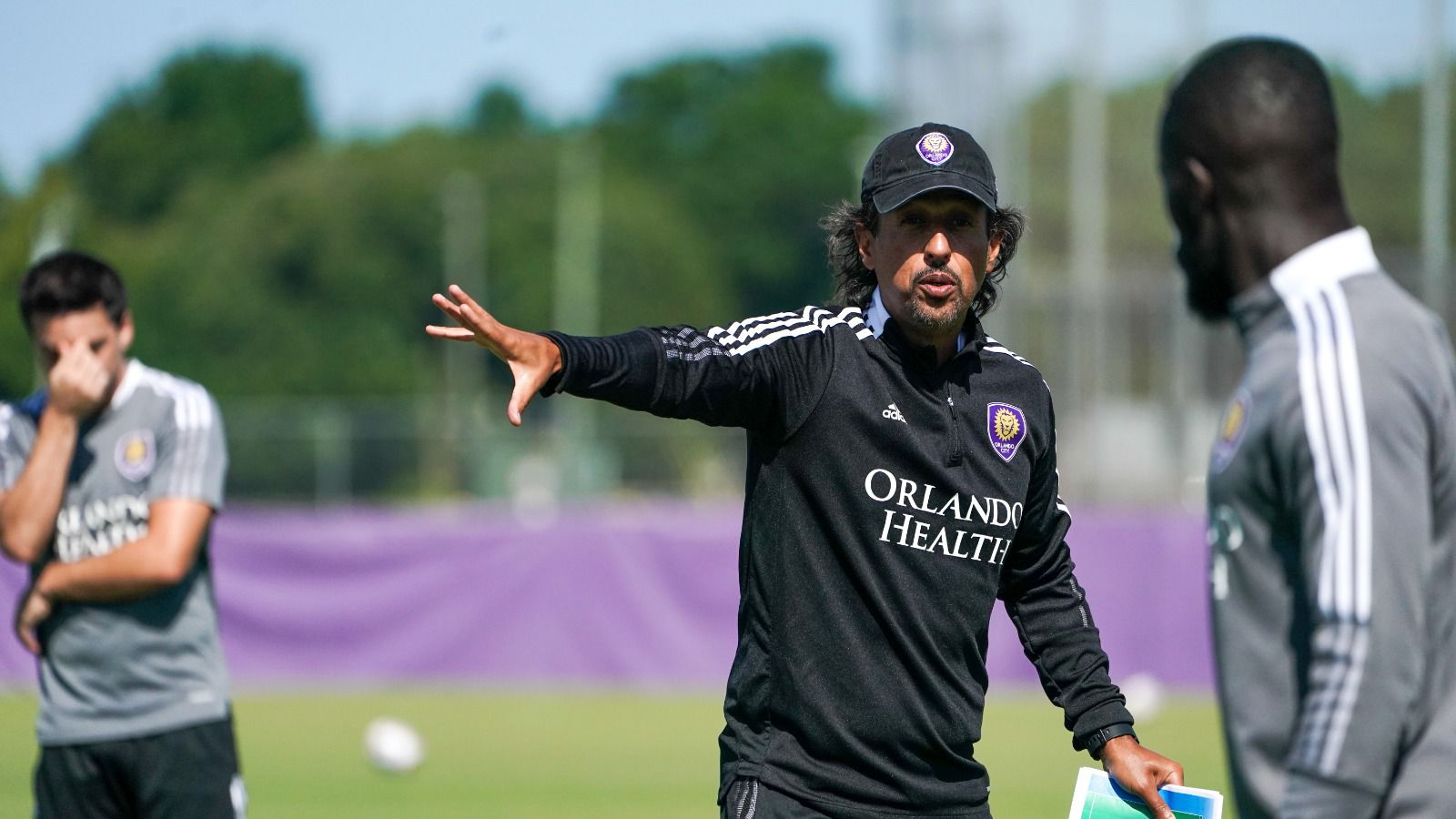
JMB Entrenamiento

En enero del 2020 fue entrenador asistente en el Orlando City de la Major League Soccer, logrando el subcampeón en el torneo MLS is Back, una competición que se realizó a puerta cerrada en el Complejo ESPN Wide World of Sports en el Walt Disney World Resort en Bay Lake, Florida, por la temporada 2020 de la Major League Soccer. Con el Orlando City ganan su primer Trofeo el 7 de septiembre de 2022, venciendo al equipo de la USL Championship, Sacramento Republic, por 3-0 en la final de la U.S. Open Cup 2022. Orlando debutó en la Liga de Campeones de la CONCACAF en 2023, clasificándose como campeón de la U.S. Open Cup. El primer rival del equipo fue Tigres de la UANL en los octavos de final. Los Leones fueron eliminados por Tigres de la UANL en la regla de los goles de visitante después de un empate 1-1 en el global

#### Pumas de la UNAM

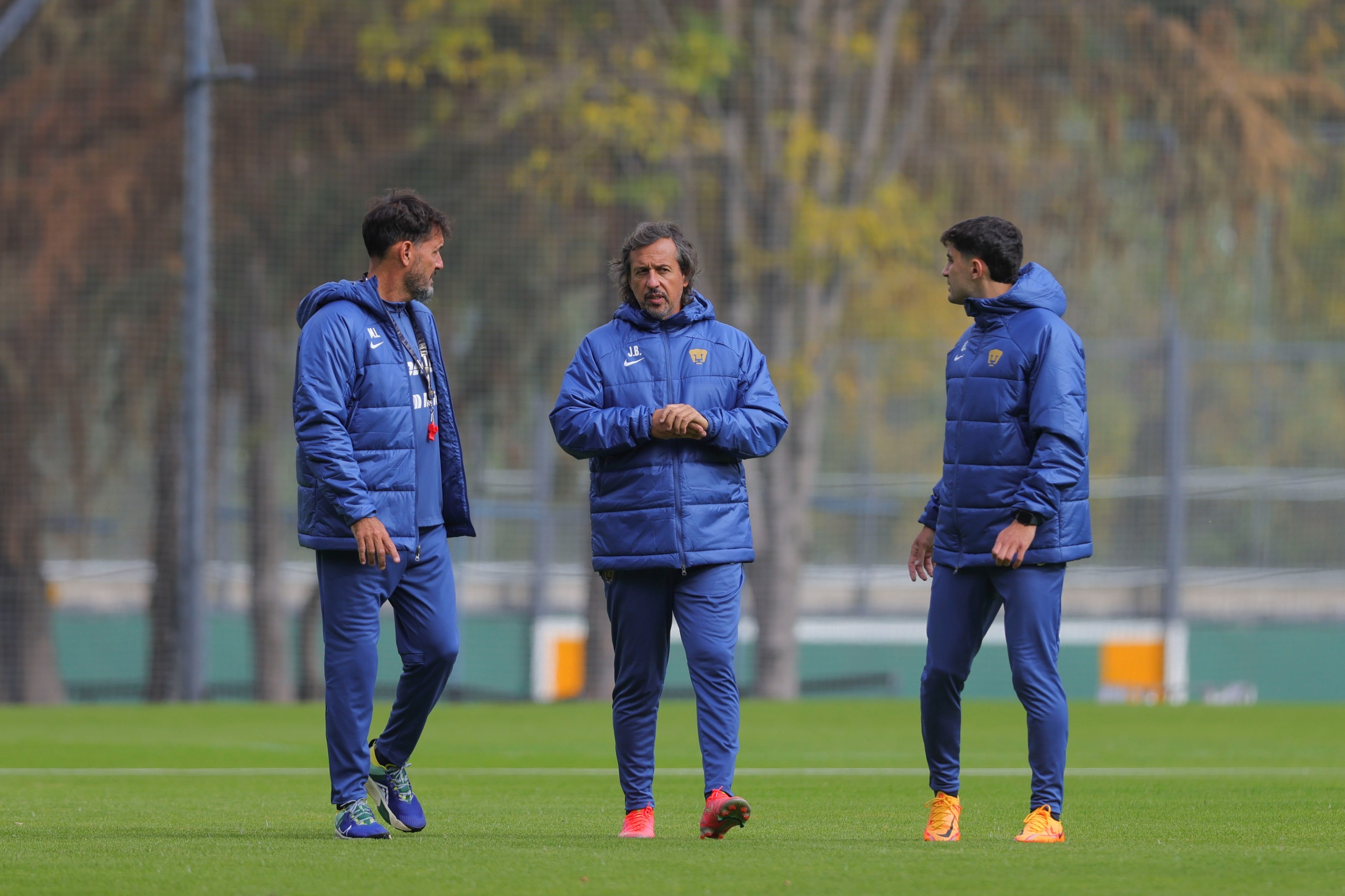
Cuerpo Técnico

Desde enero de 2024 acepta ser entrenador asistente en el Club Universidad Nacional de la Primera División de México, acudiendo al llamado de su amigo Gustavo Lema quien lo invita a incorporarse al nuevo proyecto de Pumas de la UNAM.

## Selección nacional
Formó parte de la selección de fútbol sub-20 de Argentina comandada por Reinaldo Merlo que jugó la Campeonato Mundial Juvenil de la FIFA 1991 en Portugal, torneo donde solo jugó un encuentro. También disputó el Campeonato Sudamericano Sub-20 de 1991 de la Conmebol en Venezuela donde jugó cinco partidos.

## Clubes

### Como jugador
| Club               | País           | Año       |
| ------------------ | -------------- | --------- |
| Argentinos Juniors | Argentina      | 1986-1989 |
| Platense           | Argentina      | 1990-1992 |
| Bloming            | Bolivia        | 1992-1993 |
| Atlético Rafaela   | Argentina      | 1993-1994 |
| Godoy Cruz         | Argentina      | 1994-1995 |
| Iraty              | Brasil         | 1996      |
| Dallas Toros       | Estados Unidos | 1997-2002 |

### Torneos Nacionales
| Torneo                            | Club                     | País           | Función            | Resultado             |
| --------------------------------- | ------------------------ | -------------- | ------------------ | --------------------- |
| Major League Soccer 2011-12-13-14 | Football Club Dallas     | Estados Unidos | Director general   | Formación             |
| Major League Soccer 2015          | Football Club Dallas     | Estados Unidos | Segundo entrenador | Final Conferencia     |
| Major League Soccer 2016          | Football Club Dallas     | Estados Unidos | Segundo entrenador | Semifinal Conferencia |
| Major League Soccer 2017          | Football Club Dallas     | Estados Unidos | Segundo entrenador | 13ª posición          |
| Major League Soccer 2018          | Football Club Dallas     | Estados Unidos | Segundo entrenador | Ronda preliminar      |
| Torneo Apertura 2019 (México)     | Club Tijuana             | México         | Segundo entrenador | 11ª posición          |
| Major League Soccer 2020          | Orlando City Soccer Club | Estados Unidos | Segundo entrenador | Semifinal Conferencia |
| MLS is Back Tournament            | Orlando City Soccer Club | Estados Unidos | Segundo entrenador | Subcampeón            |

### Copas Nacionales
| Torneo             | Sede           | Resultado        |
| ------------------ | -------------- | ---------------- |
| U.S. Open Cup 2015 | Estados Unidos | Octavos de final |
| U.S. Open Cup 2016 | Estados Unidos | Campeón          |
| U.S. Open Cup 2017 | Estados Unidos | Cuartos de final |
| U.S. Open Cup 2018 | Estados Unidos | Octavos de final |
| Copa MX 2019       | México         | Octavos de final |

### Premio Supporters' Shield MLS
| Premio                  | Sede | Resultado  |
| ----------------------- | ---- | ---------- |
| Supporters' Shield 2015 | USA  | Subcampeón |
| Supporters' Shield 2016 | USA  | Campeón    |

### Torneos internacionales
| Torneo                                   | Organizador | Resultado        |
| ---------------------------------------- | ----------- | ---------------- |
| Liga de Campeones de la Concacaf 2013-14 | CONCACAF    | Cuartos de final |
| Liga de Campeones de la Concacaf 2016-17 | CONCACAF    | Semifinal        |
| Liga de Campeones de la Concacaf 2018    | CONCACAF    | Octavos de final |

## Selecciones nacionales

### Como jugador
| Torneo                                 | Sede      | Resultado    | Partidos | Goles |
| -------------------------------------- | --------- | ------------ | -------- | ----- |
| Campeonato Sudamericano Sub-20 de 1991 | Venezuela | Subcampeón   | 5        | 1     |
| Copa Mundial Juvenil de 1991           | Portugal  | Primera fase | 1        | 0     |

### Selección mayor
| Torneo                                                           | Organizador | País      | Función            | Resultado   |
| ---------------------------------------------------------------- | ----------- | --------- | ------------------ | ----------- |
| Clasificación de Conmebol para la Copa Mundial de Fútbol de 2014 | CONMEBOL    | Venezuela | Segundo entrenador | 6ª posición |
| Copa América 2011 Argentina                                      | CONMEBOL    | Venezuela | Segundo entrenador | Semifinal   |

### Selecciones Menores
| Torneo                                                     | Organizador | País      | Función            | Resultado        |
| ---------------------------------------------------------- | ----------- | --------- | ------------------ | ---------------- |
| Campeonato Sudamericano de Fútbol Sub-20 de 2009 Venezuela | CONMEBOL    | Venezuela | Segundo entrenador | 4ª posición      |
| Copa Mundial de Fútbol Sub-20 de 2009 Egipto               | FIFA        | Venezuela | Segundo entrenador | Octavos de final |
| Campeonato Sudamericano de Fútbol Sub-20 de 2011 Perú      | CONMEBOL    | Venezuela | Segundo entrenador | Primera Fase     |

## Filmografía
- El fabricante de las estrellas del futbol estadounidense (26/04/2021), ESPN
- Charla con Walter Loyola (29/09/2020), FACEBOOK
- Under-17 Boys Final - 2007 US Youth Soccer National Championships Soccer National Championships